# Stelis simillima
Stelis simillima är en biart som beskrevs av Morawitz 1876. Stelis simillima ingår i släktet pansarbin, och familjen buksamlarbin. Inga underarter finns listade i Catalogue of Life.